# Station Minami-Morimachi
Station Minami-Morimachi (南森町駅, Minami-Morimachi-eki) is een metrostation in de wijk Kita-ku in de Japanse stad Osaka. Het wordt aangedaan door de Tanimachi-lijn en de Sakaisuji-lijn. Beide lijnen hebben eigen perrons, daar de lijnen loodrecht op elkaar staan. Daarnaast is het station verbonden met het treinstation Osaka-Tenmangu, gelegen aan de Tōzai-lijn.

## Lijnen

### Tanimachi-lijn(stationsnummer T21)
| 1 | ■Tanimachi-lijn | richting Tennōji, Fuminosato en Yao-Minami     |
| 2 | ■Tanimachi-lijn | richting Higashi Umeda, Miyakojima en Dainichi |

### Sakaisuji-lijn(stationsnummer K13)
| 1 | ■ Sakaisuji-lijn | richting Nippombashi, Dobutsuen-mae en Tengachaya |
| 2 | ■ Sakaisuji-lijn | richting Tenjimbashisuji Rokuchōme                |

## Geschiedenis
Het station van de Tanimachi-lijn werd in 1967 geopend, waarna het station van de Sakaisuji-lijn twee jaar later werd geopend.

## Overig openbaar vervoer
Bussen 10, 11, 17 en 36
Dainichi · Moriguchi · Taishibashi-Imaichi · Sembayashi-Omiya · Sekime-Takadono · Noe-Uchindai · Miyakojima · Tenjimbashisuji Rokuchōme · Nakazakicho · Higashi-Umeda · Minami-Morimachi · Temmabashi · Tanimachi Yonchōme · Tanimachi Rokuchōme · Tanimachi Kyūchōme · Shitennōji-mae Yūhigaoka · Tennōji · Abeno · Fuminosato · Tanabe · Komagawa-Nakano · Hirano · Kire-Uriwari · Deto · Nagahara · Yao-Minami
Tenjimbashisuji Rokuchōme · Ōgimachi · Minami-Morimachi · Kitahama · Sakaisuji-Hommachi · Nagahoribashi ·  Nippombashi · Ebisuchō · Dōbutsuen-mae · Tengachaya